# Бекарівка
Бе́карівка — село в Україні, в Запорізькому районі Запорізької області. Входить до складу Матвіївської сільської громади. Населення — 219 осіб.
Площа села — 68,3 га. Кількість дворів — 72, кількість населення на 1 січня 2007—128 чол.

## Географія
Село Бекарівка знаходиться на лівому березі річки Мокра Московка, вище за течією на відстані 2 км розташоване село Купріянівка, нижче за течією на відстані 1 км розташоване село Черепівське.
Село розташоване за 9 км від районного центру та за 34 км від обласного центра.
Найближча залізнична станція — Кирпотине — знаходиться за 3 км від села.

## Історія
Село Бекарівка утворилось в кінці XVIII — на початку XIX ст. на землях власника-поміщика Василя Беккера, назву одержало від його прізвища.
В 1917 році село входить до складу Української Народної Республіки.
Внаслідок поразки Перших визвольних змагань село надовго окуповане більшовицькими військами.
В 1932-1933 селяни пережили сталінський геноцид[джерело?].
23 вересня 1943 року село було визволено Червоною армією в ході німецько-радянської війни. День села досі відзначається 23 вересня.
До 2020 року орган місцевого самоврядування — Купріянівська сільська рада.

## Пам'ятки
В центрі Бекарівки знаходиться братська могила вояків Червоної армії.

## Відомі особи
Народилися:
- Нестеренко Павло Антонович — Герой Радянського Союзу.